# رالف غوزمان
رالف غوزمان هو مقدم تلفزيوني وصحفي فلبيني، ولد في 11 مايو 1980 في تيغيغيوراو في الفلبين.